# Benidorm (wyspa)

Położenie wyspy na planie Benidormu

Benidorm (hiszp. Isla de Benidorm, kat. Illa de Benidorm) – niewielka, niezamieszkana wyspa, znajdująca się we wschodniej Hiszpanii, na Costa Blanca, 2 mile morskie od portu w Benidormie. Należy do wspólnoty autonomicznej Walencja w prowincji Alicante.

## Wymiary
- powierzchnia – 0,0637 km²
- maksymalna długość – 350 m
- najwyższy punkt – 73 m

## Historia
W 1834 wyspa służyła jako schronienie dla kilku rodzin z Villajoyosa i Benidormu, które uciekły przed epidemią cholery. Wcześniej piraci używali jej jako bazy do ataków na nadmorskie miasteczka. Okolica posiada duże bogactwo ryb i urzeźbienia dna, co jest pożądane przez płetwonurków rekreacyjnych.

## Flora i fauna
Występują tu następujące interesujące gatunki fauny: murówka hiszpańska, jerzyk blady, sokół wędrowny. Istotniejsze rośliny to: oliwka europejska, szakłak pospolity, przęślowate, withania somnifera, suaeda vera i inne.